# Jardim de pedras japonês

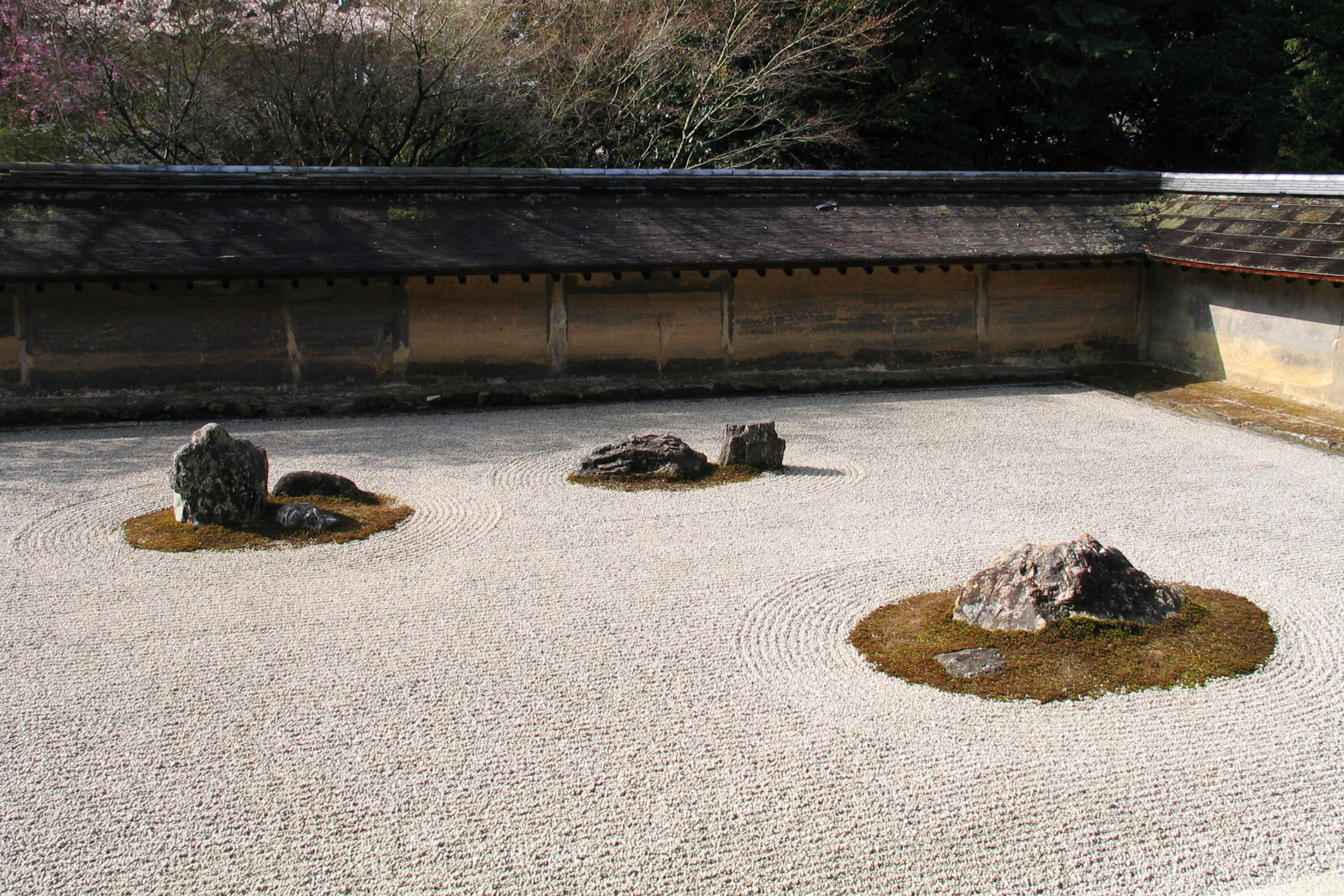
O jardim Zen do Templo Ryoan-ji

 Um jardim de pedras japonês (枯山水 Karesansui, em japonês), ou jardim Zen, é um campo raso de areia contendo areia, cascalho, pedras e muitas vezes grama ou outros elementos naturais. Os principais elementos de um karesansui são pedras e areia, com o mar simbolizado não por água, mas por areia revolvida em desenhos que sugerem ondulações na água. As plantas são pouco importantes (e às vezes, inexistentes) em muitos jardins karesansui. Muitas vezes, mas não sempre, os jardins saresansui são projetados para serem vistos de uma única perspectiva e as rochas são muitas vezes associadas com montanhas chinesas, recebendo seus nomes daí.

## O jardim karesansui no Templo Ryōan-ji

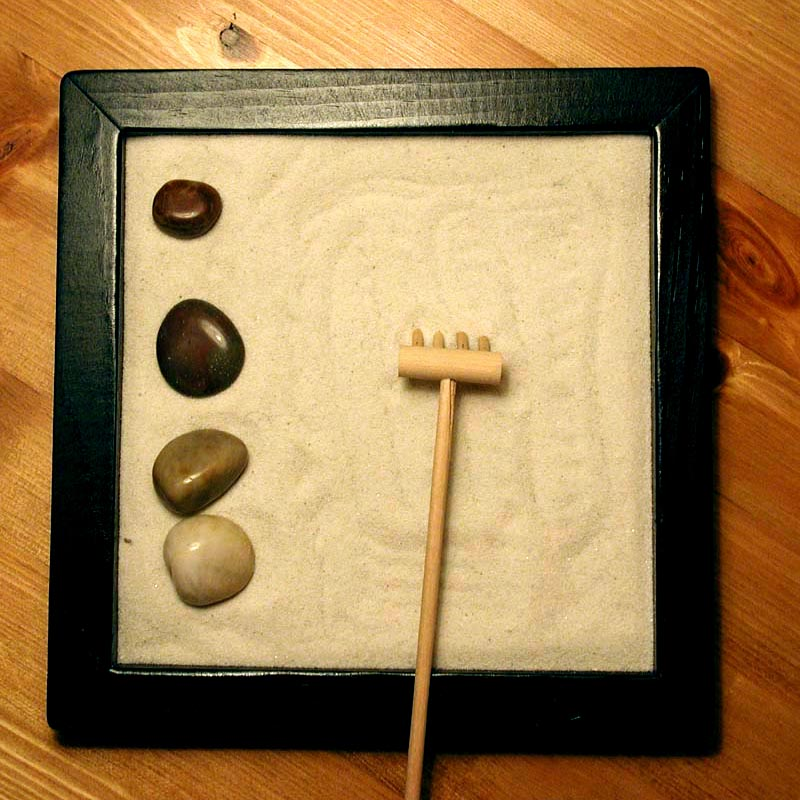
Pequeno jardim de pedras manual.

Existe um famoso jardim de pedras japonês no Templo Ryōan-ji em Quioto. Ryoanji é um templo que pertence à escola Myoshinji da Escola Rinzai de Zen, famosa por seus jardins Zen.
O jardim foi construído no estilo karesansui. Ele mede 30 metros na direção leste-oeste e dez metros na direção norte-sul. Não há árvores, apenas 15 rochas de formatos irregulares e tamanhos variáveis, algumas das quais, circundadas por musgos, e organizadas em um leito de cascalho branco revolvido diariamente.
As pedras de vários tamanhos estão organizadas sobre pequenos seixos brancos e divididas em cinco grupos constituídos de cinco, dois, três, dois e três pedras. As 15 pedras existentes no jardim estão espalhadas de maneira que os visitantes só possam ver 14 delas por vez a partir de qualquer ângulo em que se olhe. De acordo com a lenda, apenas quando alguém obtém iluminação espiritual, como resultado de uma meditação Zen profunda, consegue ver a última pedra com seu olho do meio.
O jardim não é atribuído a nenhum autor em particular, ainda que se acredite que um artista chamado Soami (1480?-1525), juntamente com Daisen-in tenha desenhado e disposto o jardim. No entanto, os arquivos do templo são contraditórios e indicam mais alguns envolvidos, e nas costas de uma das quinze pedras estão escritos os nomes de Kotaro e Hikojiro, que podem ser dois dos trabalhadores responsáveis pela atual construção.

## Organização

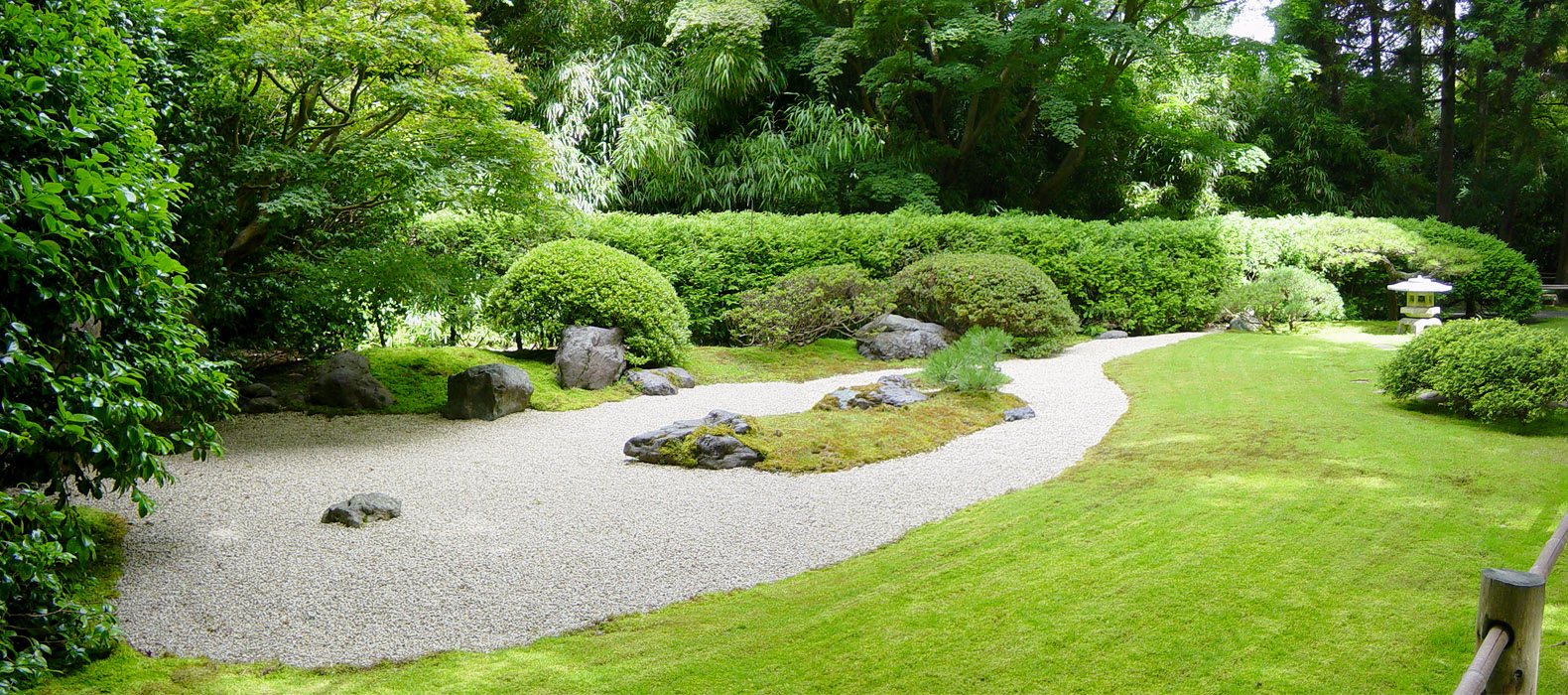
Pequeno jardim de pedras no Jardim do Chá japonês no Parque Golden Gate, em São Francisco.

Houve muitas tentativas de explicar a organização dos jardins Zen. Algumas delas são:
- O cascalho representa o oceano e as pedras, as ilhas do Japão;
- As pedras representam a mãe tigre com seus filhotes nadando em direção a um dragão;
- As pedras formam parte do kanji para coração ou mente.

## Jardim Zen
Os jardins de pedra japoneses tornaram-se conhecidos no Ocidente como jardins Zen. O termo provavelmente foi usado pela primeira vez em 1935 pela escritora dos Estados Unidos Loraine Kuck em seu livro 100 Gardens of Kyoto, e desde então recebeu uma denominação em japonês (zen niwa). O termo jardins zen também foi adotado para jardins mais naturais que utilizam o estilo japonês.

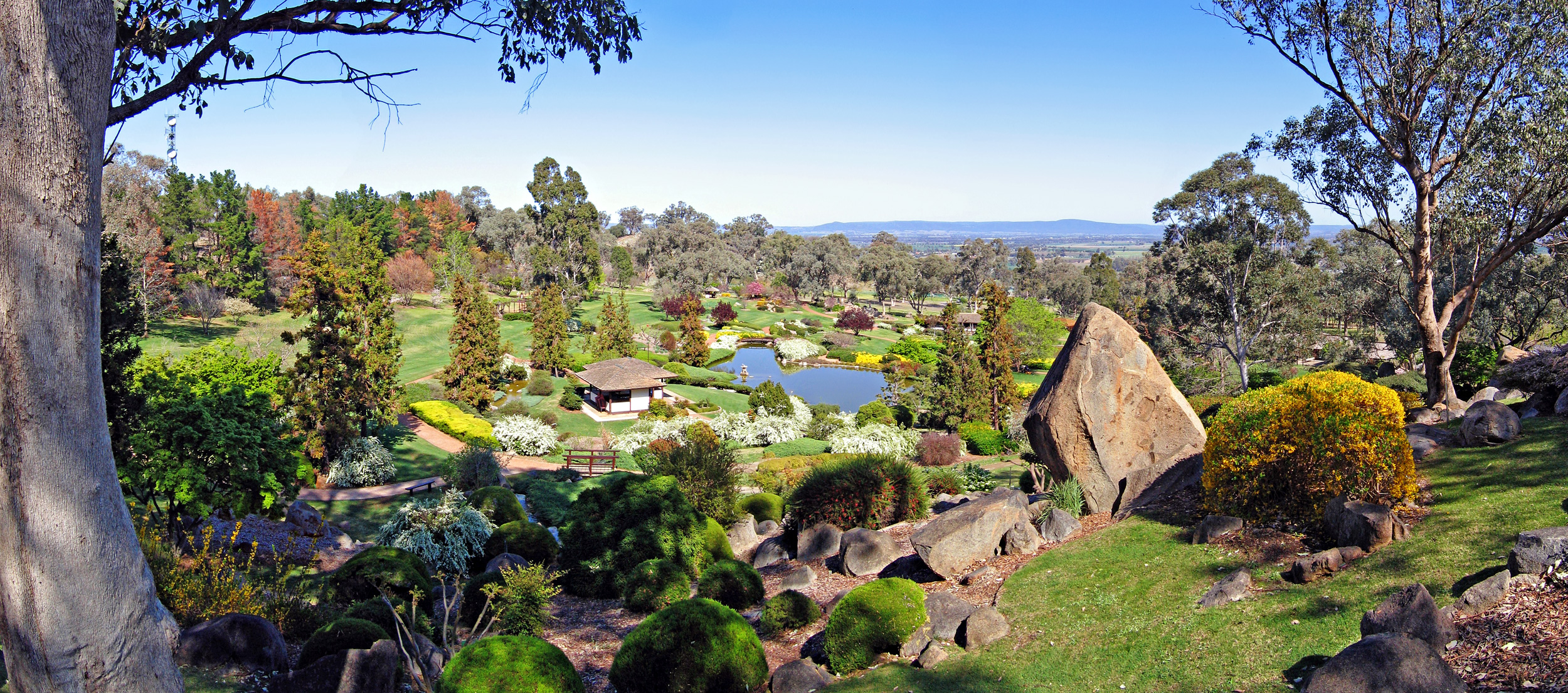
Jardim japonês em Cowra, Austrália